# Ramayana: The Legend of Prince Rama
Ramayana: The Legend of Prince Rama (ラーマヤーナ ラーマ王子伝説, Rāmayāna: Rāma-Ōji Densetsu) est un long métrage d'animation indo-japonais réalisé par Yugo Sako et Ram Mohan, produit par Sako et Krishna Shah, sorti en 1992. Il s'agit d'une adaptation à l'écran de l'épopée indienne du même nom, le Rāmāyaṇa.

## Synopsis
Le démon Rāvana, seigneur de Lanka, sème terreur et désolation dans le royaume d'Ayhodhya. Rāma, le fils de Dasharatha, roi d'Ayhodhya, protège les brahmanes contre les mauvais tours des démons, en compagnie de son frère Lakshmana. Lorsque Rāvana enlève la belle Sîtâ, la femme de Rāma, celui-ci lui déclare la guerre et part en quête des moyens de le terrasser pour sauver son épouse. Il trouve dans sa quête des alliés inattendus et puissants, en particulier le roi singe Hanuman et de son armée. Après un long voyage, Rāma, à la tête d'une armée colossale, doit porter la guerre à Lanka pour vaincre Rāvana et ses innombrables légions de démons, et retrouver enfin Sîtâ.

## Fiche technique
- Titre original : Rāmayāna: Rāma-Ōji Densetsu
- Titre anglais :  Ramayana: The Legend of Prince Rama ; version américaine : The Prince of Light: The Legend of Ramayan
- Réalisateurs : Yugo Sako (en), Ram Mohan
- Directeur artistique : Hajime Matsuoka
- Character design : Moriyasu Taniguchi
- Musique : Vanraj Bhatia (musique originale), Alan Howarth (musique additionnelle pour la version américaine)
- Son : Raj Dutt
- Montage : Makato Arai, Wayne Schmidt
- Producteurs : Yugo Sako (en), Krishna Shan
- Producteurs associés : Daniel M. Levine, Mark Dolev, Sean Brennan II
- Producteur exécutif : Atsushi Matsuo
- Budget : 13 millions de dollars[4]
- Dates de sortie :
  -  Inde 1993
  -  Japon 1998
  -  États-Unis et  Canada : 2000

Parmi les créateurs des personnages figurait Moriyasu Taniguchi (non crédité au générique).

## Doublage
Dans la version hindi, c'est Amrish Puri qui donne sa voix au démon Rāvana.

## Production
L'idée du projet naît pendant les nombreuses visites que fait Yugo Sako (en) en Inde, pays auquel il consacre plusieurs documentaires. En 1983, Sako rencontre l'archéologue indien Braj Basi Lal, qui réalise alors des fouilles en rapport avec les possibles réalités historiques contenues dans l'épopée du Rāmāyana ; tandis que Sako est occupé à tourner un documentaire à ce sujet pour le compte de la télévision japonaise, un malentendu né d'un article de presse lui vaut une lettre de Har Mohan Lall, secrétaire général du Vishva Hindu Parishad, une organisation hindoue internationale, où Lall proteste contre ce qu'il croit être un projet d'adaptation à l'écran du Rāmāyana, trésor national indien. C'est en dissipant ce malentendu que Sako a l'idée d'un film d'animation racontant le Rāmāyana, pour lequel il obtient cette fois l'accord de Lall. La préparation du projet commence dans le courant des années 1980, mais sa concrétisation prend plus d'une dizaine d'années.
Le projet rassemble une équipe de 450 personnes et la production du film dure six ans.
Ramayana: The Legend of Prince Rama a été projeté pour l'ouverture du festival du film d'animation de Lucques, en Italie, en 2000, ainsi qu'au festival du film d'animation de Cardiff au Royaume-Uni.

## Différentes versions
Une version doublée en anglais comprenant des chansons en hindi et où James Earl Jones prêtait sa voix au narrateur est sortie sur les écrans et a été diffusée en vidéo sous différents titres, parmi lesquels Ramayana: The Legend of Prince Rama et Warrior Prince. Le film est sorti aux États-Unis en 2000 sous le titre The Prince of Light: The Legend of Ramayan, avec un doublage anglais différent, plus local, et des musiques additionnelles composées par Alan Howarth.

## Récompense
Après sa sortie aux États-Unis en 2000 sous le titre Prince of Light, le film a remporté le prix du Meilleur film d'animation de l'année au festival international du film de Santa Clarita aux États-Unis.